# Dolksvans
Dolksvans (Limulus polyphemus), ibland kallad hästskokrabba, är ett havslevande leddjur vanligt i Mexikanska golfen och längs med USA:s atlantkust, bland annat utmed kusterna av Maryland och Delaware. Dolksvansen är en av fyra arter inom familjen dolksvansar och då arten utvecklats mycket lite under flera hundra miljoner år brukar den kallas för ett levande fossil.

## Systematik
Dolksvansen ingår i ordningen Xiphosura, inom leddjuren, och är avlägset släkt med spindlar, och på längre håll med kräftdjuren. Deras närmaste släkting tros vara den nu utdöda sjöskorpionen. Dolksvansarna utvecklades under paleozoikum för 542–251 miljoner år sedan, tillsammans med andra primitiva leddjur som exempelvis trilobiter. Dolksvansen anses vara en av de äldsta marina leddjuren och kategoriseras som ett levande fossil eftersom de inte har utvecklats nämnvärt de sista 350 till 400 miljoner åren. Dolksvansen placeras som ensam art i släktet Limulus och är en av fyra arter inom familjen dolksvansar (Limulidae).

## Utseende och anatomi
Dolksvansen har ett yttre skal uppdelat i tre delar. Den första delen är det släta frontskalet som döljer djurets ögon, ben, mun, hjärna och hjärta. I mittendelen sitter dolksvansens gälar och könsorgan, och den sista delen är svansen som kan användas som hävstång om den skulle råka hamna upp och ner. Dolksvansen kan bli upp till 50 centimeter i diameter. Munnen sitter mitt på undersidan och den har ett par små klor på varsin sida om munnen som den kan hålla fast maten med. Dolksvansens fem gälar är så kallade bokgälar och består av 100-tals tunna membran som sitter som bladen i en bok. De har fyra fasettögon som är oberoende av varandra och studier indikerar att den kan se ultraviolett ljus. Dolksvansar har blått blod, då de har kopparbaserat hemocyanin istället för järnbaserat hemoglobin, som människor har. Dolksvansens immunsystem är enkelt men mycket effektivt. När en främmande bakterie tar sig in i ett sår hos dolksvansen kapslar immunförsvaret genast in den med ett geléliknade material som effektivt fångar bakterien. Gelén kallas för Limulus Amebocyte Lysate (LAL).

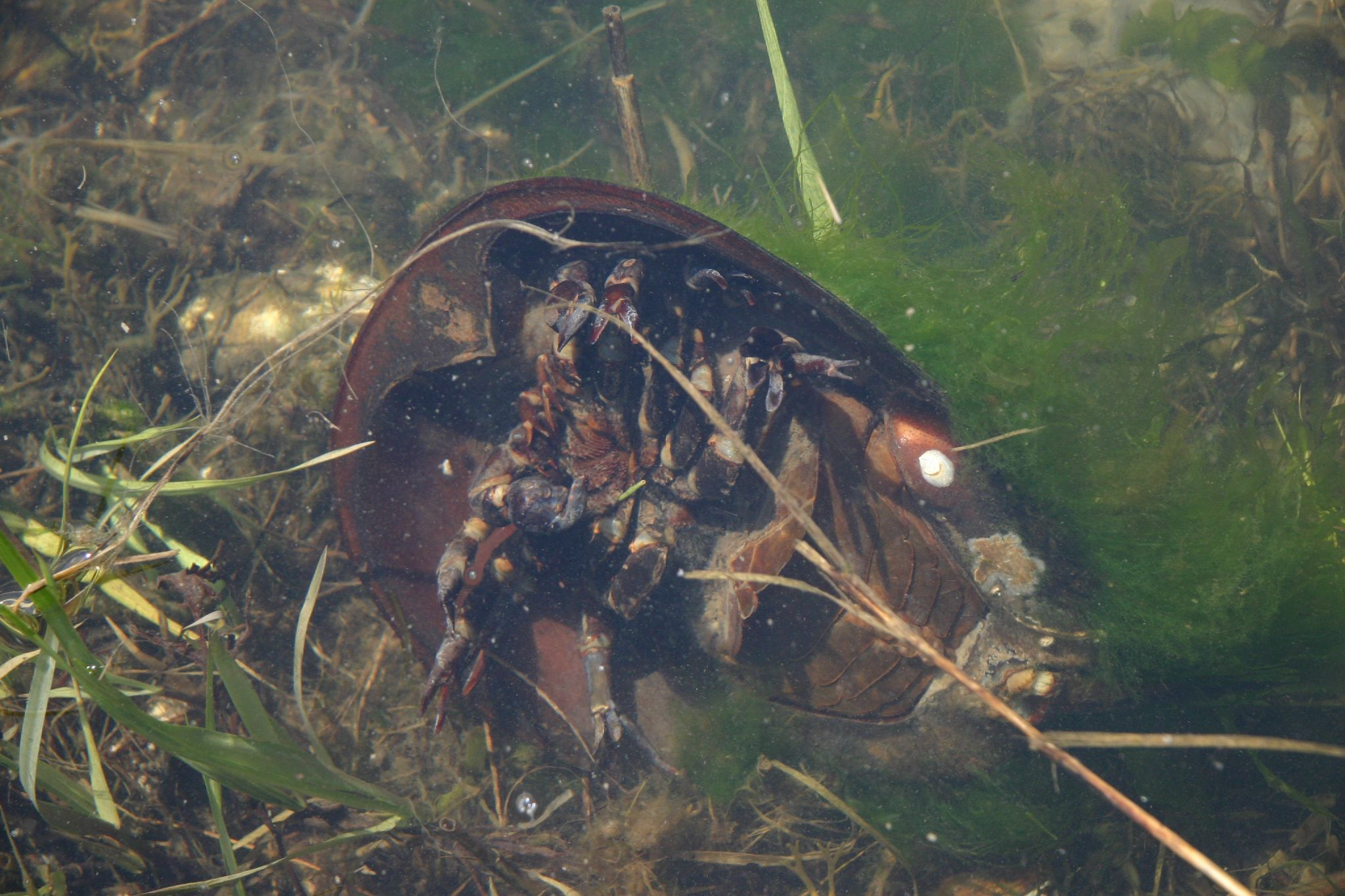
En dolksvans undersida.

## Ekologi
Dolksvansen kan både andas i vatten och i korta perioder på land, så länge deras gälar hålls fuktiga. Varje senvår kommer dolksvansarna upp till vattenbrynet för att leka. De första som anländer är hannarna och efter dem kommer honorna som gräver ett cirka 20 centimeter djupt hål i sanden på så grunt vatten de kan. I hålet lägger honan sedan mellan 15000 och 64000 ägg som hannen befruktar. I takt med att de unga dolksvansarna växer drar de sig till allt djupare vatten. En dolksvans blir könsmogen vid cirka 11 års ålder och de kan leva i upp till 25 år. Dolksvansen lever av olika slags blötdjur och maskar men äter i stort sett allt: musslor, maskar, alger, döda fiskar med mera.

## Dolksvansen och människan

### Medicinsk forskning
Dolksvansen är värdefull inom medicinsk forskning, främst på grund av dess unika immunförsvar och deras Limulus Amebocyte Lysate (LAL). Det pågår försök med dolksvansarnas blod för att hitta botemedel för sjukdomar som är resistenta mot penicillin och andra mediciner. Dolksvansarna fångas och ett blodprov tas men efter provtagningen släpps de fria igen. Det gör att forskningen inte hotar artens fortlevnad.

### Hot och status
Dolksvansen är inte en hotad djurart men den minskar sakta i antal. Det har gjort att ett flertal naturorganisationer drivit kampanjer för att skydda de fyra arterna av dolksvansar. Till exempel ordnade Ecological Resource and Development Group en kampanj, med sloganen "Just Flip 'Em" (svenska: "Vänd dem") som uppmanade människor att vända dolksvansar om man fann dem uppochned på land. Cirka 10 procent av de vuxna djuren dör under parningssäsongen för att de fastnar på land utan möjlighet att ta sig tillbaka till vattnet.